# A Little Night Music (The Americans)
"A Little Night Music" é o quarto episódio da segunda temporada da série de televisão americana The Americans, e o 17º episódio geral da série. Ele foi ao ar originalmente pela FX, nos Estados Unidos, em 19 de março de 2014.

## Enredo
Cláudia atribui as duas ações aos Jennings — Anton Baklanov, um desertor da União Soviética cuja pesquisa é fundamental para ajudar os Estados Unidos a desenvolver a tecnologia furtiva, e Andrew Larrick, o principal suspeito dos assassinatos dos Connors. Philip monitora Baklanov, enquanto Elizabeth deve usar o recruta naval Brad Mullen para obter informações sobre Larrick. Ela ganha a sua simpatia com uma história sobre ser estuprada por Larrick. No entanto, o mesmo teme ser pego obtendo os arquivos.
Quando Jenning tenta raptar Baklanov eles são atacados por dois assaltantes, um dos quais vai embora com Baklanov. Enquanto isso, as consequências da morte de Vladimir Kosygin podem afetar o trabalho do agente Gaad; A influência da família de Oleg faz com que ele tenha uma autorização de segurança mais alta, o que lhe permite acessar os relatórios de Nina. A nova amiga de Paige, Kelly, leva-a a igreja, fazendo com que Filipe e Elizabeth fiquem desanimados com os novos sinais de fé cristã de Paige.

## Produção
O episódio foi escrito por Stephen Schiff e dirigido por Lodge Kerrigan.

## Recepção
O A.V. Club deu ao episódio um 'B+'. O episódio foi assistido por 1,39 milhão de espectadores.